# Josef Müldner
Josef Müldner (21. srpna 1880 Libeň – 14. dubna 1954 Praha) byl český učitel, prozaik a básník. Je považován za průkopníka české sci-fi literatury.

## Život
Narodil se v rodině libeňského lékárníka Josefa Müldnera (1851–1916) a jeho manželky Berty, rozené Schmiedtové (1857). U křtu dostal jméno Josef František Bedřich. Měl starší sestru Bertu (1879). Studoval na gymnáziu v Křemencové a gymnáziu v Truhlářské ulici. Po maturitě roku 1899 složil na Filozofické fakultě Karlovy univerzity státní zkoušky a dizertaci obhájil v roce 1906.
Během studií (roku 1906) patřil s Romanem Haškem k redaktorům časopisu Letáky. Později se stal členem (i členem výboru) Spolku českých spisovatelů beletristů Máj.
Po studiích byl středoškolským profesorem na gymnáziu v Uherském Hradišti a na gymnáziu Královské Vinohrady a na reálkách v Lounech a na Královských Vinohradech. První světovou válku prožil na srbské a italské frontě, kde setrval do roku 1918. Po návratu učil na vinohradské reálce až do roku 1939.
Procestoval řadu evropských zemí, ze sportů se věnoval šermu a jízdě na koni. Podporoval nárok Československa na Slezsko i myšlenku přístupu slovanských národů k Jadranu a Baltskému moři.

### Rodinný život
Josef Müldner byl dvakrát ženat. Poprvé se oženil s Gabrielou, rozenou Reičovou (1892).
Dne 25. 8. 1945 se v Horních Mokropsech oženil podruhé, s Marií Suchomelovou.

## Dílo

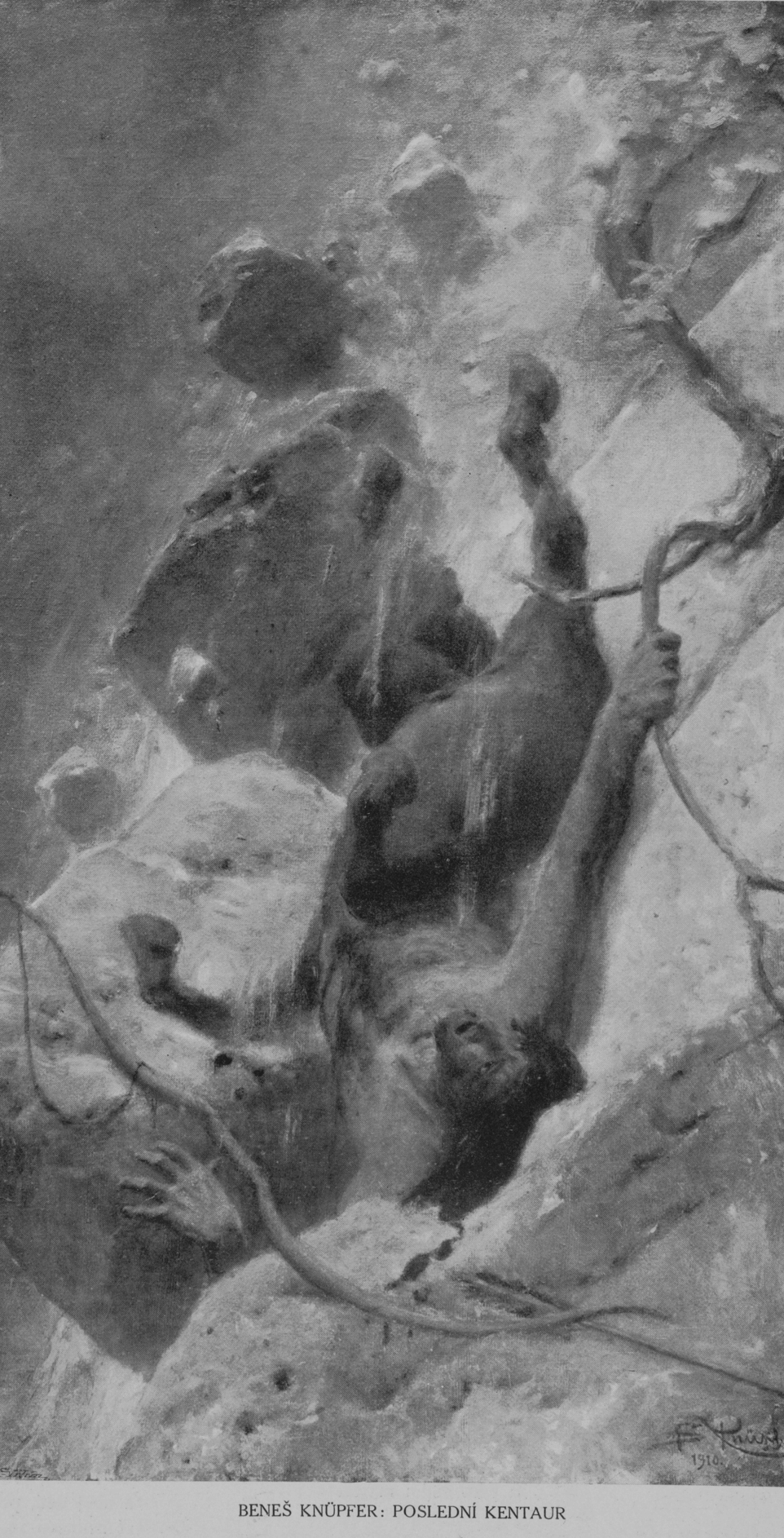
Beneš Knüpfer: Poslední kentaur (repro Zlatá Praha, inspirace názvu románu)

Svůj názor o úpadku české literární kritiky vyjádřil v polemice Kritika kritiky slovy, že kritika „... je řemeslným zneužíváním svobody slova.“

### Příspěvky do periodik
Josef Müldner přispíval do řady deníků a časopisů jako Světozor, Zlatá Praha a dalších. Často přispíval zejména do časopisu Zvon.

### Poezie
- Návraty (kniha básní, v Praze, J. Müldner, 1901)
- Stroskotání (verše, V Praze, nákladem časopisu Srdce, 1903)
- Výčitky (Praha, nákladem vlastním, 1911)

### Romány
- Poslední Kentaur (román obrazu a života, inspirováno životem malíře Beneše Knüpfera, Praha, Ottovo nakladatelství, 1919); časopisecké vydání na pokračování Zlatá Praha[9][p 3]
- Smutek políbených (povídky o milenkách, Praha, Unie, 1920)
- Dopisy paní du Barry (Plzeň, K. Beníško, 1921)
- Zpovědnice dona Juana (historie bolesti a touhy; Praha, Unie, 1922[10] a Osvětový odbor Družiny dobrovolců čsl. zahraničního vojska, 1934)
- Blouznění mnicha Innocence (román - povídka; Praha, Strom, 1924 nebo 1925)
- Dům u dvou bohyní (román třípatrového člověka; Praha, Unie, 1924 a Osvětový odbor Družiny dobrovolců čsl. zahraničního vojska)

1935)
- Útok života (román mládí; Praha, Svátek, 1924)

### Romány s utopickou tematikou
- Zločin doktora Modrana (román živlů a hrůz r. 1999; V Praze, Šolc a Šimáček, 1922)

Ve Zločinu doktora Modrana předvídal Josef Müldner tragickou migrační vlnu v důsledku klimatických změn. Nikoliv však z jihu na sever jako důsledek nedostatku vody a jiných příčin, ale ze severu na jih, kdy lidé prchají do Afriky před vlhkem a mrazem, rozšiřujícími se od severu po Evropě. Román se odehrává v Praze roku 1999.
- Hvězdná lavina (románová vidina budoucna; v Praze, Šolc a Šimáček, 1926)

### Historická témata
- Jan Myllner z Milhauzu – Dopisy a činnost úřední, Díl I. a II. (Praha, nákladem vlastním, distributor Osvětový odbor družiny dobrovolců, 1934)[11]
- Po stopách baltických Slovanů (průvodce po sídlech a dějinách baltických Slovanů; Praha, nákladem vlastním, 1934)

### Vzpomínky ze světové války
- Zvířata a lidé ve válce 1914-1918 (Dvoudílné vzpomínky; V Praze, Družina čsl. legionářů, 1928)

### Jiné
- Joža Uprka – pohled do jeho života a práce (předneseno v přednáškovém večeru dne 25. února 1907; v Plzni, Spolek přátel vědy a literatury české v Plzni, 1907)
- Organisační síla území ve vývoji států (Královské Vinohrady, Albert Malíř, 1910)
- Území Československé republiky a moře (Praha, Vilímek, 1919)
- Námořní společnost československá, její vznik a úkoly (v Praze, Námořní společnost československá, 1920)
- Slovanský přístup k moři (Praha, Čsl. obec bývalých námořníků revolucionářů, 1926
- Křižník Svatý Jiří (Praha, nakladatel není známý, 1927)
- Riviéra – Průvodce po severní Italii a jižní Francii (v Praze, Výpravna družiny čsl. legionářů, 1928)
- Náš stát ve vývoji světových dějin (Státotvorné vlivy přírodní, nezbytná úprava státních hranic; Praha, Josef R. Vilímek, 1946)

## Zajímavost
Podle vlastních údajů měl být Josef Müldner potomkem Petra Milnera z Milhauzů, člena stavovského direktoria během českého stavovského povstání. Věnování „Památce svého předka Petra Myldnera z Mylhausů ...“ uvedl v románu Zločin doktora Modrana, upravil však pravopis jména údajného předka do formy, která se v odborné literatuře nevyskytuje, ale je bližší pravopisu jeho vlastního příjmení.
Písemné pozůstalosti dalšího představitele rodu Milnerů věnoval Josef Müldner publikaci Jan Myllner z Milhauzu – Dopisy a činnost úřední, Díl I. a II.